# Дикая природа Бахрейна

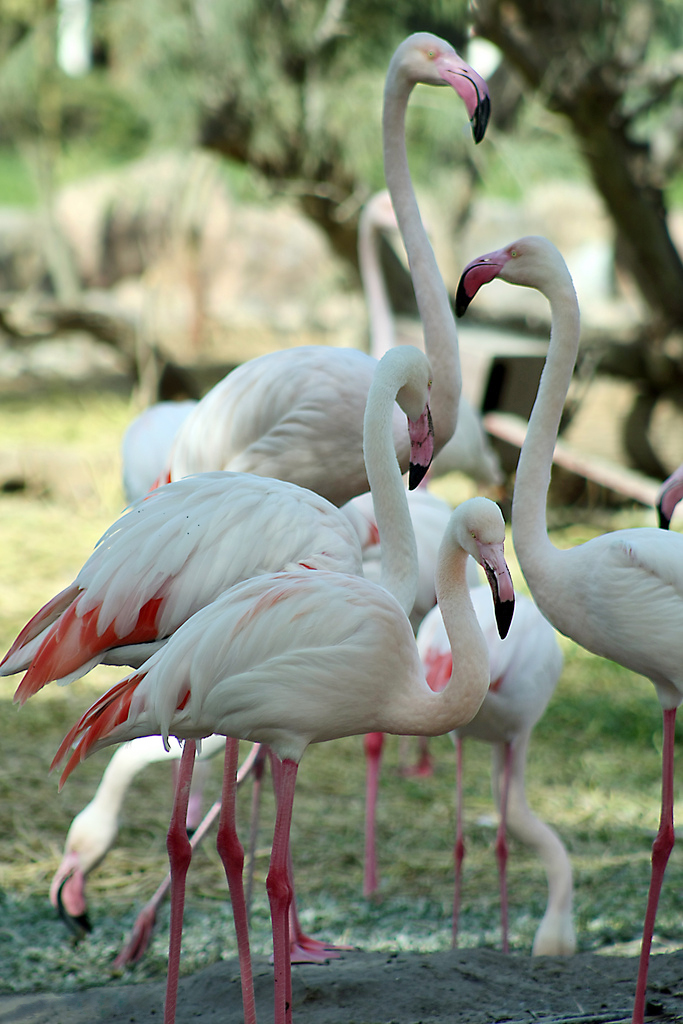
В Бахрейне обитают розовые фламинго (Phoenicopterus roseus).

Дикая природа Бахрейна — это флора и фауна архипелага Бахрейн. Земля основного острова засушливая, за исключением полосы на севере и западе, где с помощью орошения выращивают такие культуры, как картофель. В условиях очень жаркого сухого лета, мягкой зимы и солоноватых грунтовых вод растениям для выживания необходимо адаптироваться. Тем не менее, здесь зарегистрировано 196 видов высших растений, около семнадцати видов наземных млекопитающих, множество птиц и рептилий, а осенью и весной острова посещают многочисленные перелётные птицы.

## География

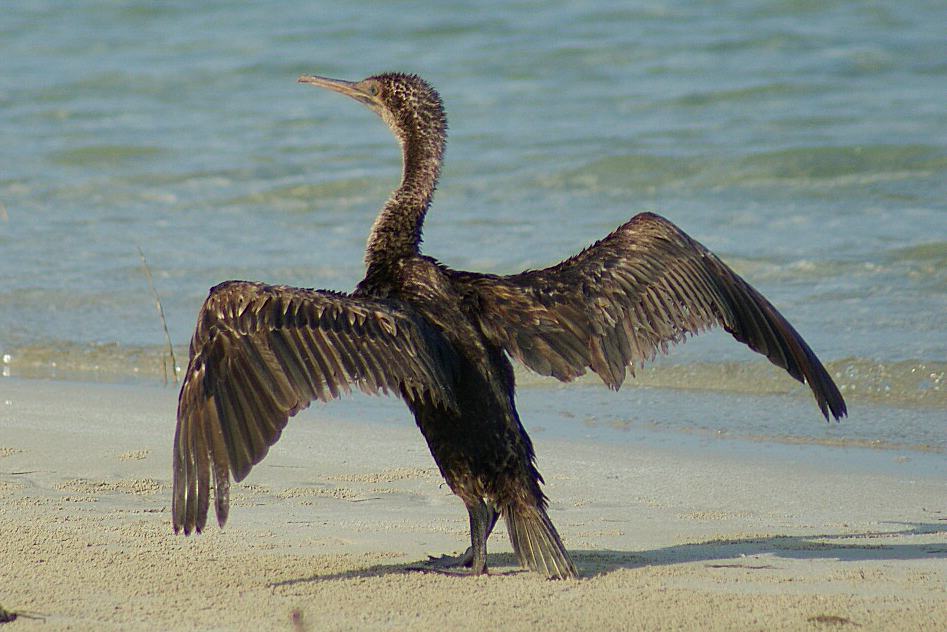
Сокотрийский баклан гнездится на островах Хавар.

Бахрейн — это группа островов на западной стороне Персидского залива. Остров Бахрейн является крупнейшим в этой группе, у него длина 55 километров (34 миль) и ширина 18 километров (11 миль). Остров представляет собой невысокую равнину с центральным возвышением — горой Эд-Духан, самая высокая точка которой — 134 м (440 фута) над уровнем моря. В группе ещё пять небольших островов и множество островков. На севере от них находится Персидский залив, а на юге и западе — Бахрейнский залив, который имеет два выхода к Персидскому заливу, по одному с каждой стороны Бахрейна. Частью Бахрейна также являются острова Хавар, которые лежат недалеко от побережья Катара и находятся примерно в 16 километров (10 миль) к юго-востоку от главных островов. В 1997 году они были признаны Рамсарской территорией, водно-болотными угодьями, имеющими международное значение для диких животных.
Климат Бахрейна очень жаркий летом и довольно прохладный зимой, средняя температура составляет 38 °C (100 °F) в августе и 20 °C (68 °F) в январе. Среднее количество осадков составляет 71 миллиметр (2,8 ″), зимой осадков мало.
Рельеф преимущественно засушливый, и сельское хозяйство возможно лишь на восьми процентах площади страны. Вода добывается из водоносного горизонта Даммам, но она становится все более солоноватой, и для обеспечения пресной водой все чаще используются опреснительные установки.

## Экологические проблемы
К экологическим проблемам Бахрейна относятся засухи, пыльные бури, деградация пахотных земель, опустынивание береговой линии и повышение уровня моря, связанное с глобальным потеплением.

## Флора и фауна
На островах зарегистрировано 195 видов высших растений. Здесь обитает 17 видов наземных млекопитающих, а также 14 видов рептилий, один вид земноводных и 54 вида рыб.
На архипелаге Бахрейн зарегистрировано более 330 видов птиц, 26 из которых гнездятся на территории страны. В зимние и осенние месяцы через регион Персидского залива пролетают миллионы перелётных птиц. Многочисленные острова и мелководные моря Бахрейна имеют глобальное значение для размножения сокотрийского баклана; на островах Хавар было зарегистрировано до 100 000 пар этих птиц. Национальная птица Бахрейна — бюльбюль, национальное животное — белый орикс. Единственная охраняемая территория страны — парк дикой природы Аль-Арин в Сахире, природный заповедник и зоопарк. Он был основан в 1976 году и занимает общую площадь 7 квадратных километров (2,7 кв. миль).

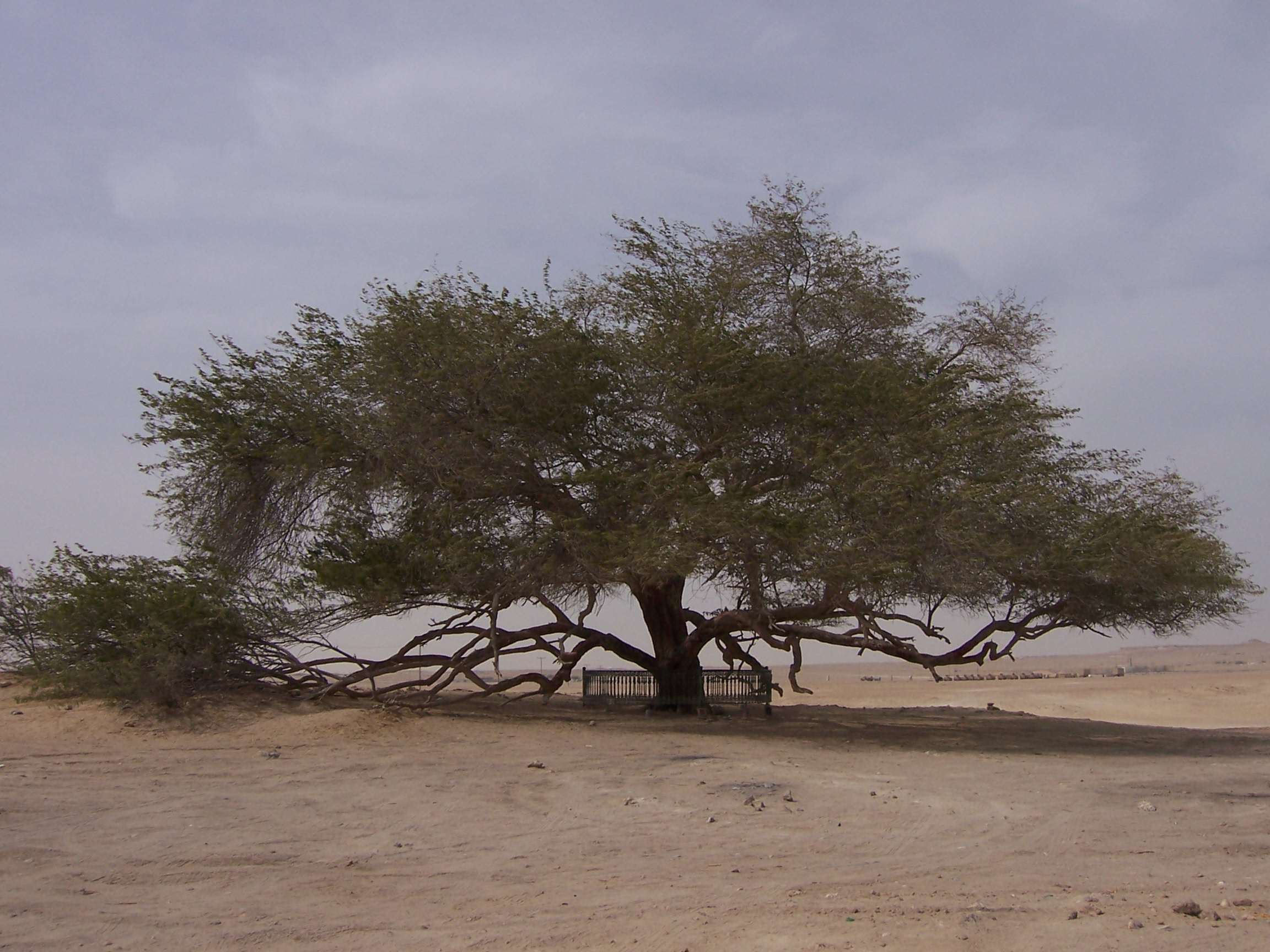
Древо Жизни

На севере и западе главного острова выращивают финиковые пальмы, цитрусовые деревья и люцерну. В этом орошаемом регионе произрастают многие виды растений, которые не встречаются в преобладающих в других местах засушливых условиях, где растительность более скудная. Здесь растёт Дерево Жизни — одинокое дерево Prosopis cineraria возрастом около 400 лет, растущее на месте древнего форта, окружённого пустыней.
Почвы на побережье являются средой обитания солеустойчивых растений, многие из которых могут выделять соль из желез на своей поверхности. Одним из самых распространенных из них является карликовый кустарник Zygophyllum qatarense, который имеет множество приспособлений к суровым условиям окружающей среды. В глубине страны многолетние растения приспосабливаются к засушливым условиям, становясь карликовыми или стелющимися, листопадными, имея глубокую корневую систему, уменьшая площадь листовой поверхности и отращивая шипы и волоски. Однолетние растения появляются, когда выпадают дожди, и проходят ускоренный жизненный цикл, чтобы зацвести и дать семена в течение нескольких недель.
Самое крупное наземное млекопитающее Бахрейна — джейран, более двухсот особей которого обитают на частном острове Умм-Наасан, и ещё несколько обитают на острове Бахрейн и островах Хавар. Среди других млекопитающих — капский заяц, эфиопский ёж, ушастый ёж и индийский серый мунго Малый египетский тушканчик — ночной житель пустыни, а из летучих мышей, обитающих в Бахрейне, можно отметить трёхзубчатого летучего мыша, голопоясничного могильного щитомордника, средиземноморского нетопыря и нетопыря Рюппеля, хотя последний не был зарегистрирован в Бахрейне с 1984 года. В непосредственной близости от человеческого жилья обитают чёрная крыса, серая крыса, домовая мышь и гигантская белозубка.
В Бахрейне зарегистрировано около 340 видов птиц, большинство из которых — мигранты, летящие на юг осенью и на север весной. Их привлекают различные среды обитания, включая возделываемые земли, открытую местность, болота, илистые отмели и мангровые заросли. Водно-болотные угодья посещают такие птицы, как перевозчики, кроншнепы и ржанки, а мангровые заросли облюбовали белые цапли, фламинго, крачки и чайки.
На островах Хавар среда обитания менее разнообразна, и здесь зарегистрировано всего около 60 перелётных видов. Многие из них — морские птицы, и после того, как весенние мигранты улетают на север, начинают прибывать гнездящиеся птицы. Острова Хавар были обозначены BirdLife International как ключевая орнитологическая территория. Основными видами под угрозой исчезновения являются западная рифовая цапля, сокотранский баклан, аравийская крачка, крачка Сондерса и серебристый чеглок. Это также важный район зимовки для большой поганки и розового фламинго.
На острова Хавар были вновь завезены джейран и белый орикс. В море вокруг островов имеются обширные участки морских трав и водорослей, где обитает множество морских животных, включая морских черепах и самую большую за пределами Австралии популяцию дюгоней. Обширные коралловые рифы вокруг Бахрейна состоят из видов, устойчивых к высоким температурам и высокому уровню солёности. Тем не менее, летом 1996 и 1998 годов некоторые кораллы подверглись обесцвечиванию, а коралловые рифы в этом районе были разрушены дноуглубительными работами и вызванным этим повышением уровня осадконакопления.